# Carabus namanganensis
Carabus namanganensis es una especie de insecto adéfago del género Carabus, familia Carabidae. Fue descrita científicamente por Heyden en 1886.
Habita en Kazajistán, Kirguistán y Uzbekistán.